# Ларрёль (Верхние Пиренеи)
Ларрёль (фр. Larreule, окс. La Reula) — коммуна во Франции, находится в регионе Юг — Пиренеи. Департамент — Верхние Пиренеи. Входит в состав кантона Мобургет. Округ коммуны — Тарб.
Код INSEE коммуны — 65262.

## География

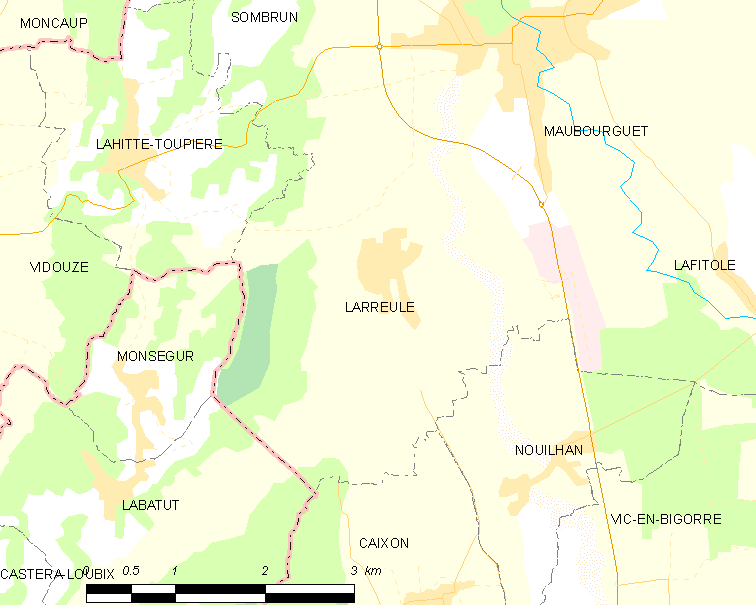
Карта коммуны

Коммуна расположена приблизительно в 630 км к югу от Парижа, в 120 км западнее Тулузы, в 25 км к северу от Тарба.
Коммуна расположена на местности Бигорр. По территории коммуны протекает река Эшес.

## Климат
Климат умеренно-океанический с солнечной тёплой погодой и обильными осадками на протяжении практически всего года.

## Население
Население коммуны на 2010 год составляло 432 человека.
| 1962 | 1968 | 1975 | 1982 | 1990 | 1999 | 2010 |
| ---- | ---- | ---- | ---- | ---- | ---- | ---- |
| 406  | 402  | 385  | 354  | 371  | 381  | 432  |

## Администрация
| Период | Период | Фамилия       | Партия       | Примечания |
| ------ | ------ | ------------- | ------------ | ---------- |
| 2008   | 2020   | Клод Лаффонта | беспартийный |            |

## Экономика
В 2010 году среди 263 человек трудоспособного возраста (15-64 лет) 170 были экономически активными, 93 — неактивными (показатель активности — 64,6 %, в 1999 году было 68,9 %). Из 170 активных жителей работали 146 человек (85 мужчин и 61 женщина), безработных было 24 (12 мужчин и 12 женщин). Среди 93 неактивных 25 человек были учениками или студентами, 29 — пенсионерами, 39 были неактивными по другим причинам.

## Достопримечательности
- Церковь Св. Орана (XI век). Исторический памятник с 1994 года[4]
- Замок Паррабер (XV век)

## Фотогалерея

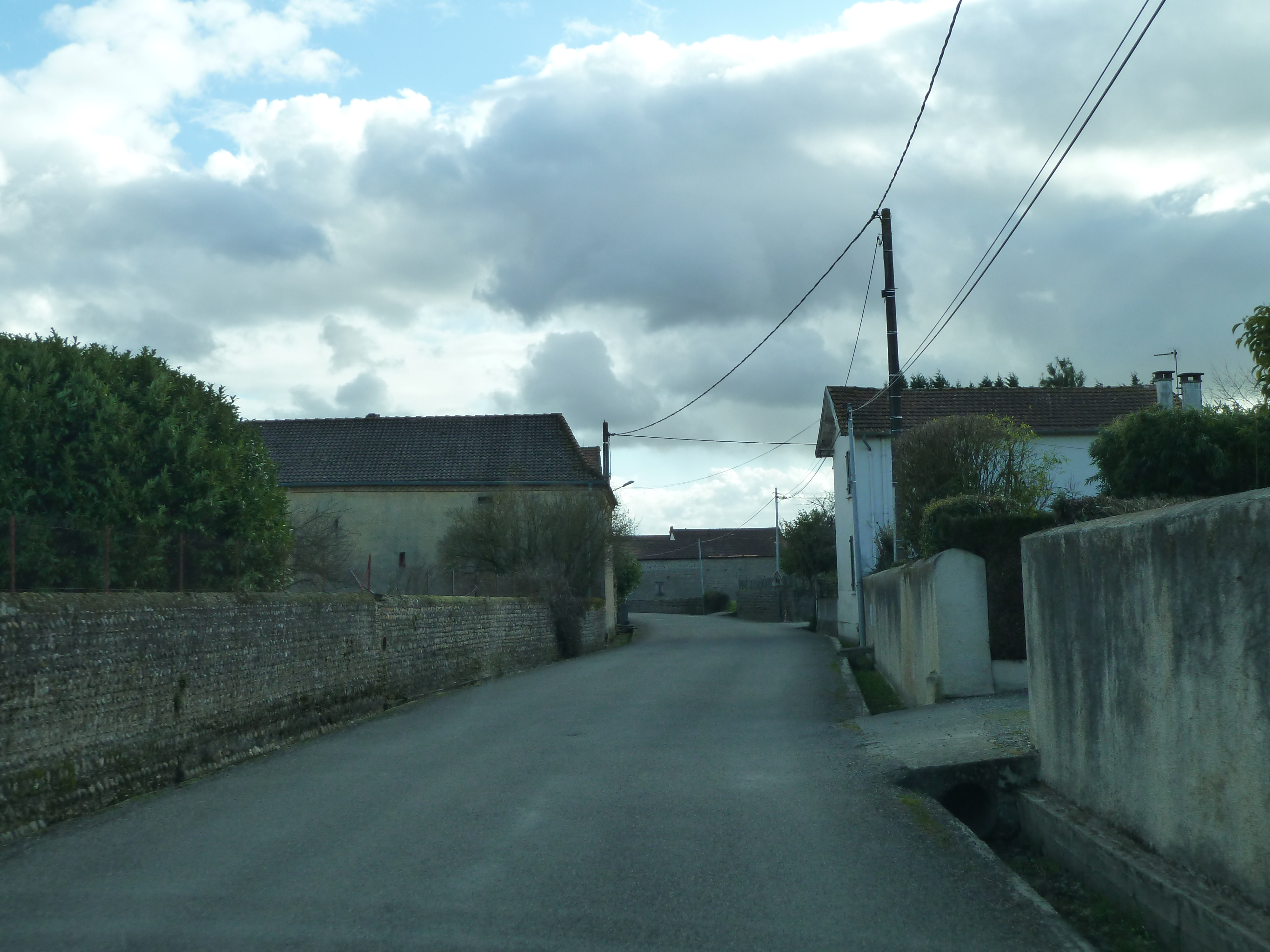
Ларрёль
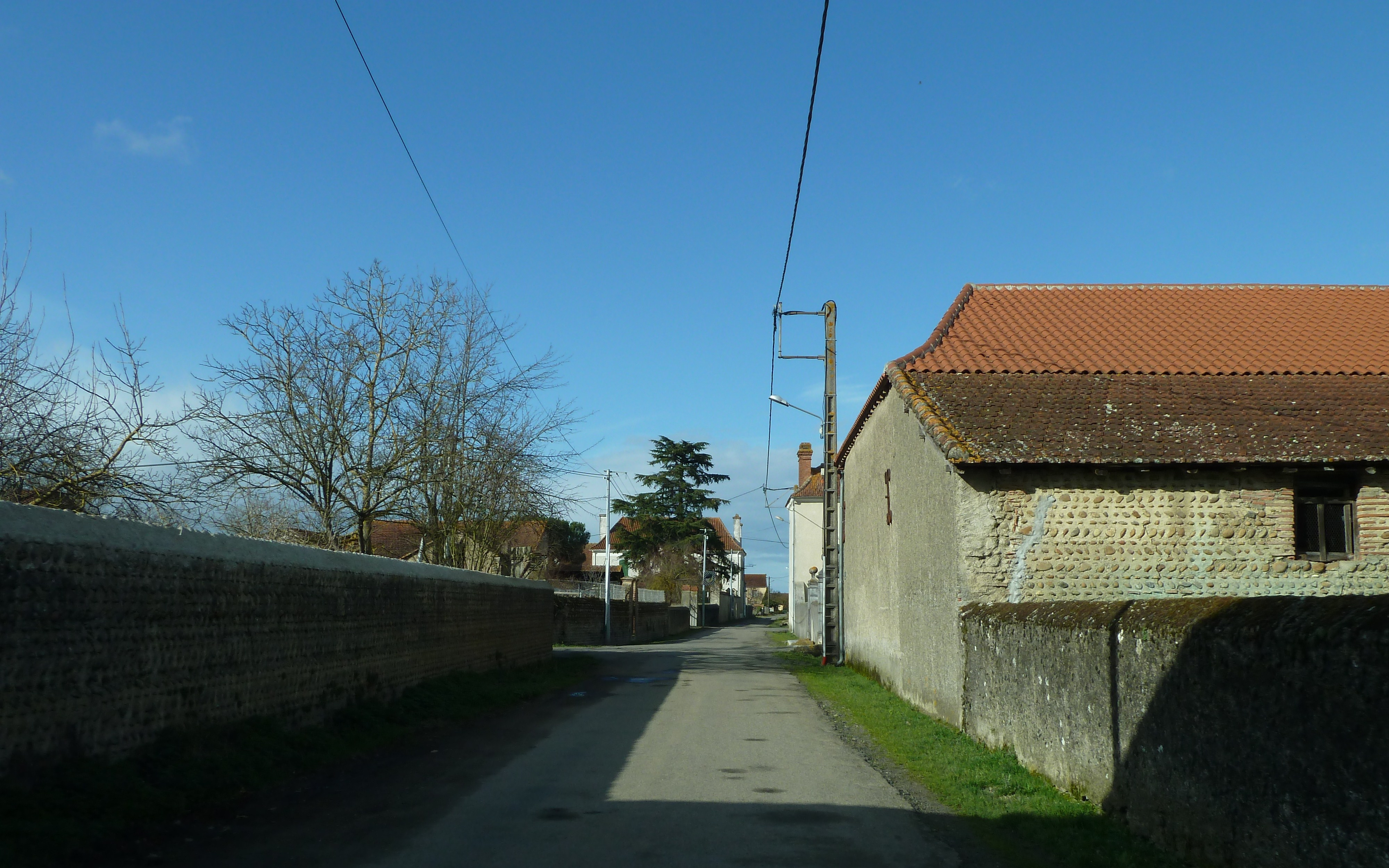
Ларрёль
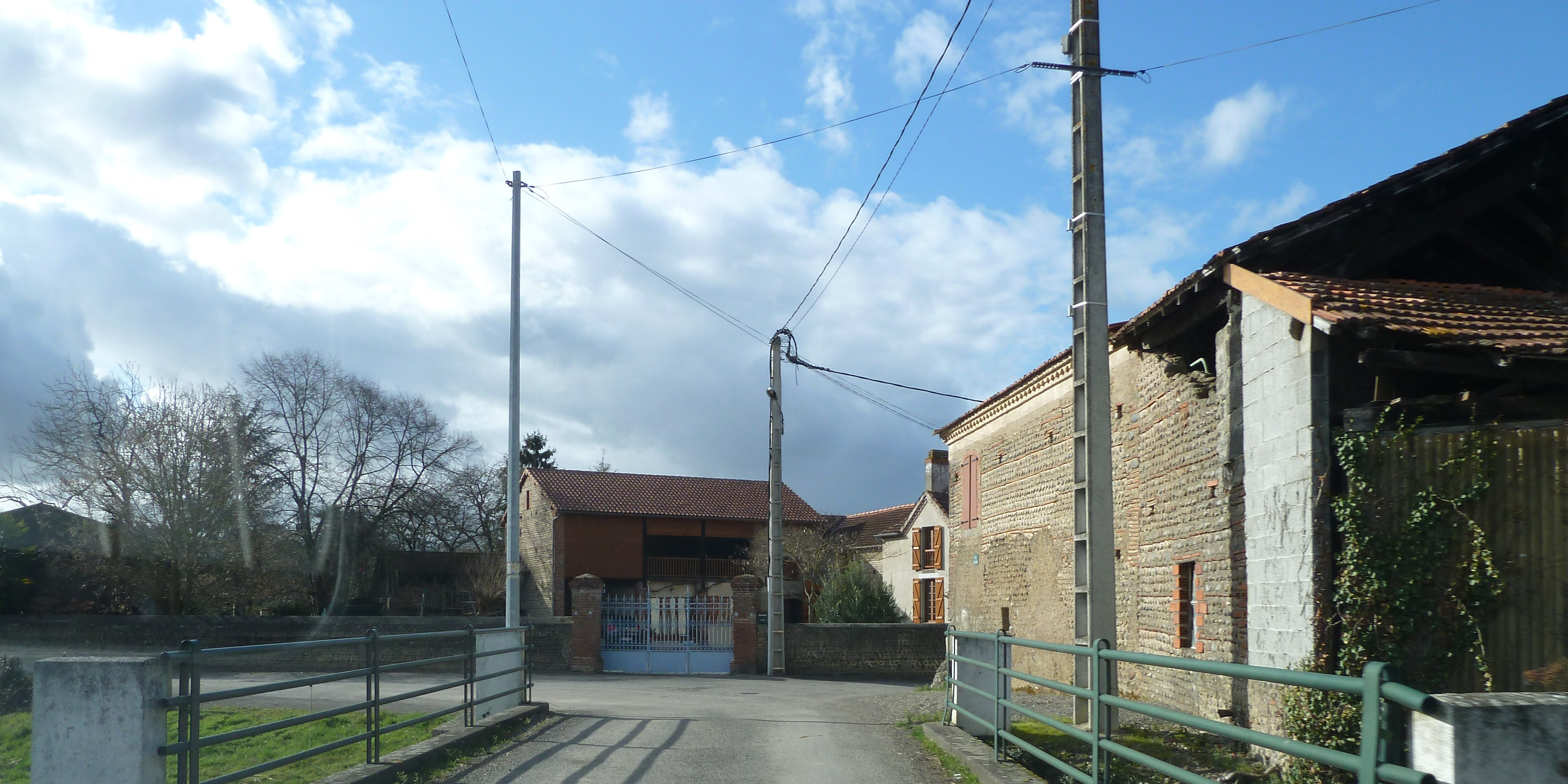
Ларрёль
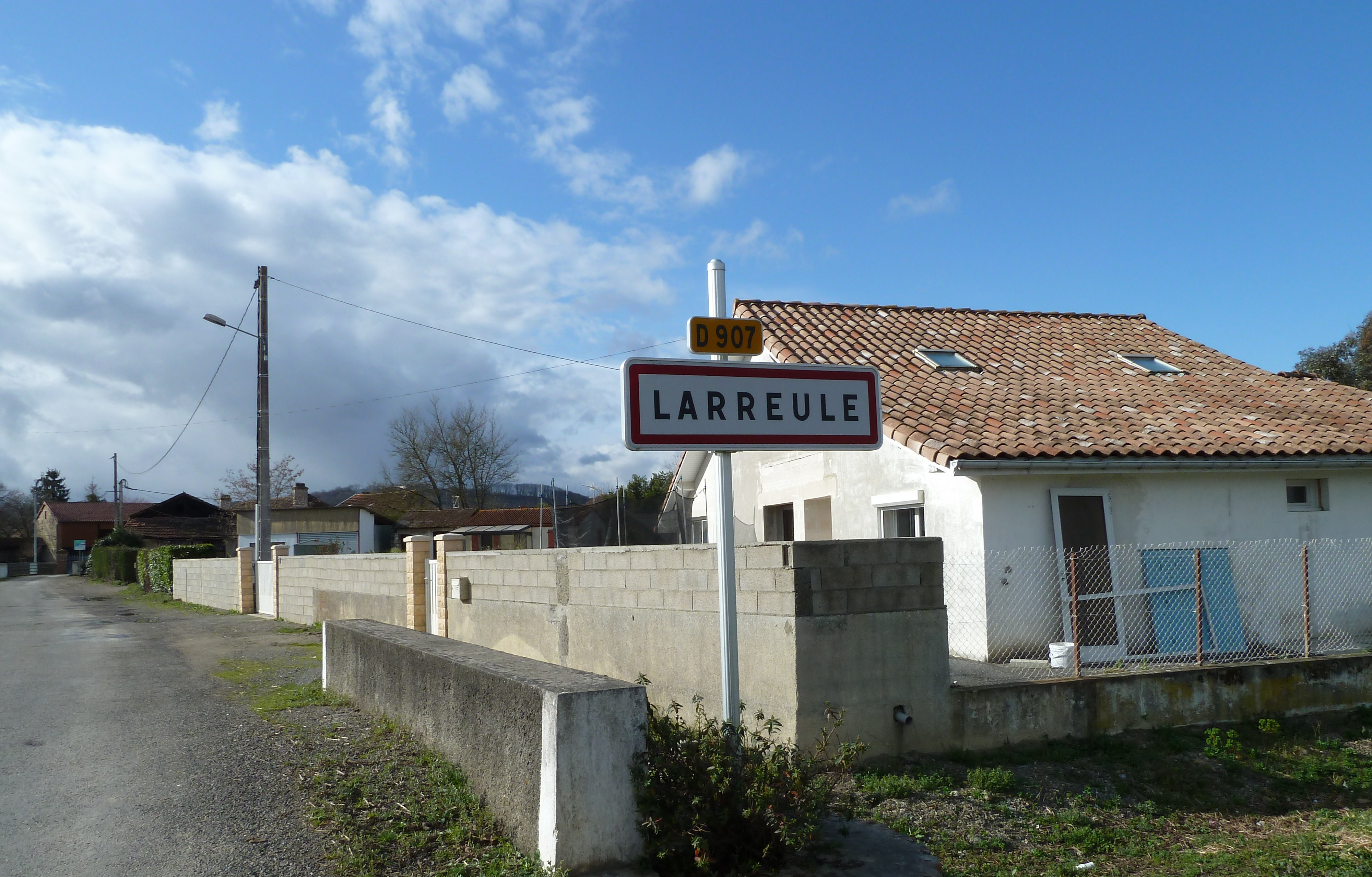
Въезд в Ларрёль
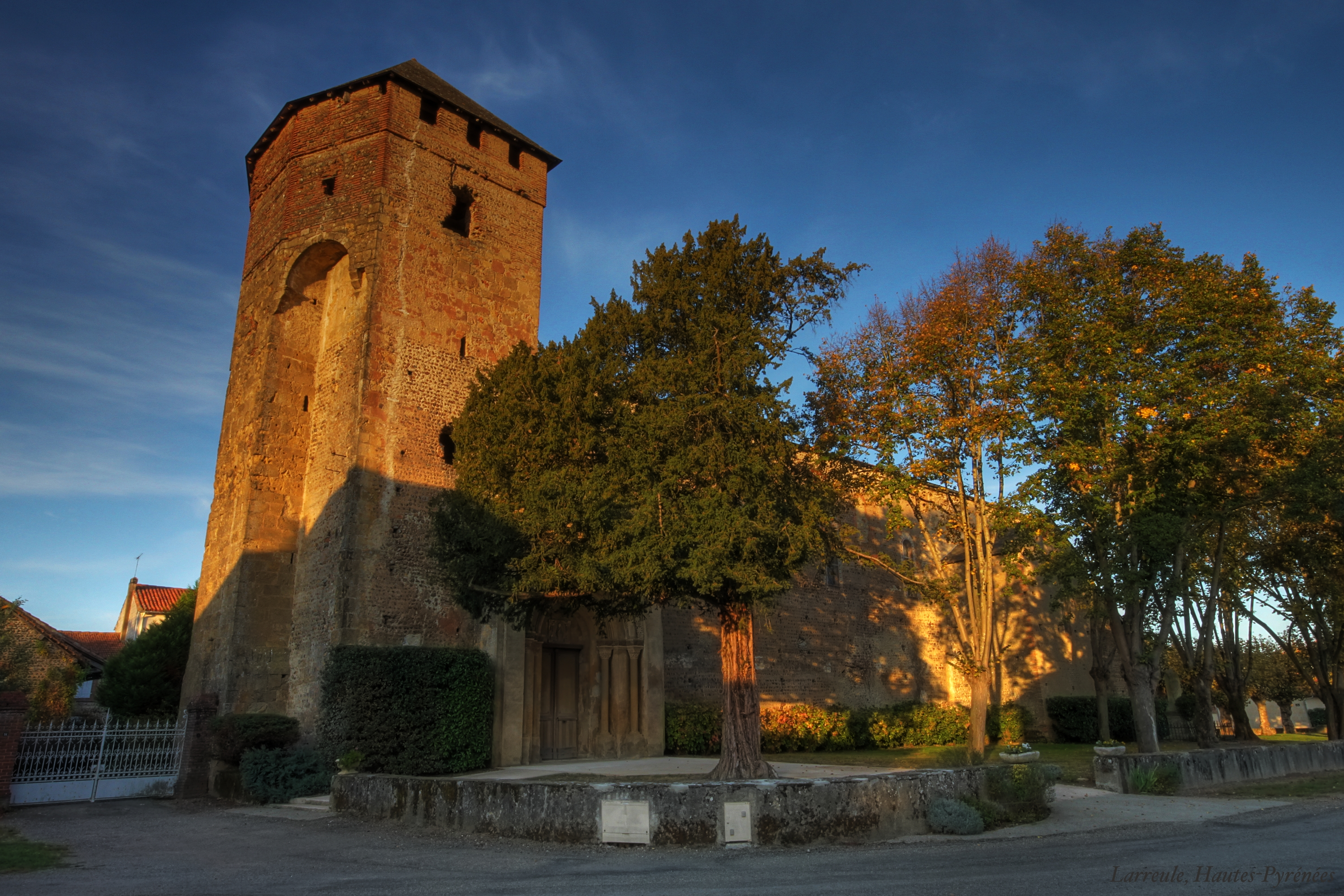
Церковь